# The Real Howard Spitz
Pour plus de détails, voir Fiche technique et Distribution.
The Real Howard Spitz est un film britannico-canadien réalisé par Vadim Jean, sorti en 1998.

## Fiche technique
- Titre : The Real Howard Spitz
- Réalisation : Vadim Jean
- Scénario : Jurgen Wolff
- Photographie : Glen MacPherson (en)
- Montage : Pia Di Ciaula (en)
- Musique : David A. Hughes et John Murphy
- Pays d'origine : Royaume-Uni-Canada
- Format : Couleurs
- Genre : comédie
- Durée : 102 minutes
- Date de sortie : 1998

## Distribution
- Kelsey Grammer : Howard Spitz
- Amanda Donohoe : Laura Kershaw
- Genevieve Tessier : Samantha Kershaw
- Joseph Rutten : Lou
- Kay Tremblay : Theodora Winkle
- Patrick McKenna : Roger
- Denny Doherty : Balthazar Mishkin
- Allie MacDonald : petite fille
- John Dunsworth : clown
- Carlos Jacott : portier
- Jim Gaffigan : commerçant